# Bildzie
Bildzie (lit. Bildžiai) – wieś na Litwie, w okręgu wileńskim, w rejonie wileńskim, w gminie Ławaryszki; do 1945 w Polsce, w województwie wileńskim, w powiecie wileńsko-trockim, w gminie Mickuny.
Bildzie leżą 5 km na północ od Ławaryszek, w 2011 liczyły 49 mieszkańców.